# Viburnum amplificatum
Viburnum amplificatum är en desmeknoppsväxtart som beskrevs av Kern. Viburnum amplificatum ingår i släktet olvonsläktet, och familjen desmeknoppsväxter. Inga underarter finns listade i Catalogue of Life.